# ¡Viva Pez!
¡Viva Pez! es el decimotercer disco, y segundo disco en vivo, del grupo de rock argentino Pez. Fue grabado el 12 de septiembre de 2009 en La Trastienda por Felipe Fernández, a excepción de "Cassette", "¡Vamos!" y "Gala", grabados el 10 de julio de 2010 en Niceto Club por Javier Cuello. El sonido en vivo, mezcla y mastering estuvo a cargo de Mauro Taranto. Fue editado por el propio grupo de forma independiente y autogestionada, con diseño de tapa y fotografía de Ale Leonelli.

## Canciones
1. Roma (letra y música: Ariel Minimal), de El Porvenir (2009)
2. Quiebran (letra y música: Ariel Minimal), de El Porvenir (2009)
3. Ahogarme (letra y música: Ariel Minimal), de Pez (1998)
4. El desengaño (letra y música: Ariel Minimal), de Pez (1998)
5. Introducción declaración adivinanza (letra: Ariel Minimal; música: Ariel Minimal, Pablo Poli Barbieri, Alejandro Alez Barbieri), de Cabeza (1994)
6. Desde el viento en la montaña hasta la espuma del mar (letra y música: Ariel Minimal), de El sol detrás del sol (2002)
7. Casete (letra: Ariel Minimal; música: Franco Salvador), de Pez (2010)
8. Fuerza (letra y música: Ariel Minimal), de Quemado (1996)
9. No mi corazón coraza (letra y música: Ariel Minimal), de Quemado (1996)
10. ¡Vamos! (letra y música: Ariel Minimal), de Pez (2010)
11. Los orfebres (letra y música: Ariel Minimal), de Los Orfebres (2007)
12. Soñar soñar (letra y música: Ariel Minimal), de Pez (2010)
13. Bettie al desierto (letra: Fabián Casas y Ariel Minimal; música: Ariel Minimal), de Hoy (2006)
14. La estética del resentimiento (letra y música: Ariel Minimal), de Frágilinvencible (2000)
15. Los caretas del reggae se lo quieren llevar pero el porro es del metal (letra y música: Ariel Minimal)
16. Conciencia (letra: Ariel Minimal; música: Franco Salvador), de El Porvenir (2009)
17. Haciendo real el sueño imposible (letra y música: Ariel Minimal), de Frágilinvencible (2000)
18. Último acto (letra y música: Ariel Minimal), de Los Orfebres (2007)
19. Gala (letra y música: Ariel Minimal), de Frágilinvencible (2000)
20. Caballo loco (letra y música: Ariel Minimal), de Convivencia Sagrada (2001)

## Músicos
- Ariel Minimal: voz y guitarra
- Franco Salvador: voz y batería
- Fósforo García: voz y bajo
- Pepo Limeres: piano eléctrico y órgano

## Datos
- Además de haber sido editado por Azione Artigianale, este es el primer disco de Pez en ser ofrecido de manera totalmente gratuita a través de Taringa!
- "Los caretas del reggae se lo quieren llevar pero el porro es del metal" es la única canción previamente inédita del disco.
- Al igual que en Para las almas sensibles, las canciones de Cabeza aparecen, en el libro del disco, acreditadas totalmente a Minimal, probablemente por razones de derechos de autor. Aquí se reproduce la acreditación original del primer disco.

- Datos: Q6172275